# 奥村厚一
奥村 厚一（おくむら こういち、1904年（明治37年）7月1日 - 1974年（昭和49年）6月25日）は、京都市北区生まれの日本画家。
主に風景画を得意とし、大きな作品はもとよりスケッチも味わい深い。1946年（昭和21年）第2回日展において「浄晨」が特選。

## 略歴
- 1923年（大正12年） - 京都市立絵画専門学校（現：京都市立芸術大学）入学
- 1928年（昭和3年） - 京都市立絵画専門学校卒業、同校研究科へ進学、かたわら画塾 晨鳥社の西村五雲に師事
- 1929年（昭和4年） - 第10回帝展「山村」が初入選
- 1933年（昭和8年） - 京都市立絵画専門学校研究科修了
- 1946年（昭和21年） - 第2回日展において「浄晨」が特選。（現在、東京芸術大学美術館所蔵）
- 1948年（昭和23年） - 山本丘人、福田豊四郎、秋野不矩、上村松篁ら13人のメンバーで創造美術 (現：創画会)を結成。
- 1960年（昭和35年） - 京都市立美術大学（現：京都市立芸術大学）教授
- 1962年（昭和37年） - 晨鳥社の日本画家・山口華楊とヨーロッパ遊学
- 1971年（昭和46年） - 嵯峨美術短期大学（現：京都嵯峨芸術大学短期大学部）教授
- 1974年（昭和49年） - 京都市立芸術大学名誉教授
- 同年6月25日 - 肝臓疾患のため京大病院にて死去[1]